# Melodifestivalen 1997

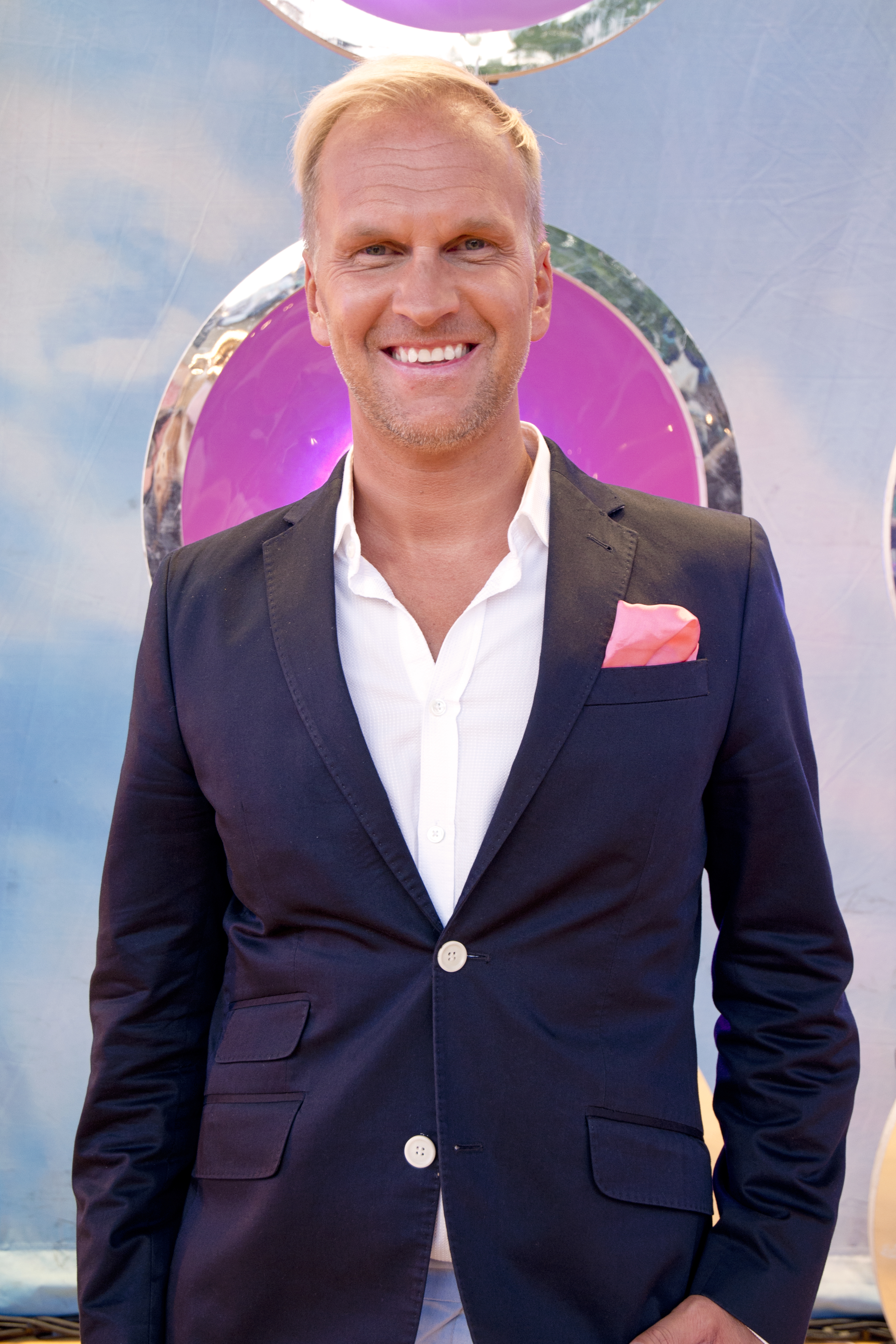
Gabriel Forss (bilden) ingick i musikgruppen Blond som vann Melodifestivalen 1997 med låten "Bara Hon Älskar Mig".

Melodifestivalen 1997 var den 37:e upplagan av musiktävlingen Melodifestivalen och samtidigt Sveriges uttagning till Eurovision Song Contest 1997. 
Finalen hölls i Eriksbergshallen i Göteborg den 8 mars 1997, där melodin "Bara hon älskar mig", framförd av gruppen Blond, vann genom att ha fått högst totalpoäng av jurygrupperna. Efter sex år i rad med att ha finalkvällen uppdelad i två omgångar beslöt sig Sveriges Television för att återigen bara ha en enda tävlingsomgång i finalen, likt man hade haft tidigare år. Dock utökades antalet finaltävlande från tio till tolv, precis som åren 1987 och 1988. För första gången fick evenemanget en egen programsida på Sveriges Televisions webbplats svt.se. Inför evenemanget tvingades man byta programledare.
Bara hon älskar mig fick sedan representera Sverige i ESC 1997 som arrangerades i Dublin på Irland den 3 maj 1997.

## Tävlingsupplägg[2]
Efter sex år i rad med samma tävlingsupplägg valde Sveriges Television att återgå till samma format som tidigare år, dvs. en finalkväll i en enda omgång. Åren 1982–1988 och 1991–1996 hade man såldes haft finalen i två omgångar, vilket ströks. Inför finalen utökades antalet bidrag från tio till tolv, samtidigt som modellen med låta halva startfältet bestämmas av ett nationellt inskick av bidrag och den andra halvan bestämmas av förinbjudna kompositörer behölls för tredje året i rad. Det här året behöll man orkestern, även om förinspelad musik blev tillåtet att använda sig av. Detta hade inte använts sedan festivalerna 1985 och 1986. 
Inför finalen utsåg Sveriges Television Peter Rangmar, från showgruppen Galenskaparna och After Shave, som programledare. Rangmar blev dock sjuk inför evenemanget och man fick därför byta ut honom mot Jan Jingryd (som var programmets producent). Den 24 maj samma år avled Peter Rangmar, 40 år gammal. 
Under hösten 1996 kunde man skicka in bidrag till tävlingen och på så sätt kunde allmänheten/vem som helst som var svensk medborgare vid den tiden få en chans att bli utvald till de sex platserna som fanns till godo den vägen. När bidragsinskicket stängdes registrerades det in totalt Totalt skickades det in 1 223 bidrag, vilket blev en minskning med 252 bidrag jämfört med året innan. Efter detta tog en urvalsjury över som fick välja ut de tävlande bidragen. 

### Regelverk[4][5][6]
- Alla svenska medborgare som senast hösten 1996 var folkbokförda i Sverige fick skicka in bidrag till Melodifestivalen 1997. Undantaget gällde dock personer som under perioden hösten 1996 - våren 1997 var anställda av Sveriges Television. Icke-svenska medborgare fick inte skicka in bidrag.
- Endast nyskrivna låtar som aldrig hade varit publicerade för allmänhet etc. förut. Bidragen fick inte överstiga tre minuter och endast vara skrivna på svenska (eftersom EBU-regler inte tillät att Sverige fick sjunga på annat språk än svenska).
- Den/de artist/er som sjöng på bidragets demo skulle, om Sveriges Television så ville, även framföra bidraget i festivalen.
- Vid inskicket av låtarna skulle man skicka med bidragets noter, en inspelad ljudkassett där låten framfördes samt ett igenklistrat kuvert innehållande namnen på låtens upphovsmän. Bidrag som inte uppfyllde dessa krav diskvalificerades. Vid urvalsjuryns sammansättning visste man således inte vem som gjort text och musik till låtarna.
- Bidragen skulle vara inskickade före ett visst datum. Senare inkomna bidrag fick inte delta.
- Bidrag skulle framföras av orkester (under ledning av Curt-Eric Holmquist). Dock fick man från det här året använda sig av så kallad förinspelad musik, om man ville ha instrument som orkestern inte hade tillgång till. Det var inte tillåtet att ha inspelad sång eller inspelad körsång på den förinspelade musiken.
- Max sex personer fick befinna sig på scen i varje nummer och minimiåldern för att stå på scenen var 16 år, enligt EBU-regler.
- Den artist som framförde vinnarlåten i den svenska uttagningen var inte självskriven att få representera Sverige i Eurovision Song Contest. Vinnarlåten fick ej framföras i offentligheten förrän Sveriges Television tillät detta.
- Sveriges Television hade rätt att när som helst diskvalificera bidrag.

#### Återkommande artister
Många av de deltagande var okända före Melodifestivalen, och många av dem hade efteråt svårt att nå nya framgångar inom musiken. Exempel på en ny deltagare var Cajsalisa Ejemyr som hade blivit känd för svenska folket genom såpoperan Skilda världar. För femte året i rad deltog Nick Borgen som artist i festivalen, och flera som tävlat tidigare deltog det här året.   
| Artist                       | Tidigare år (med placering) (Melodifestivalen)  | Tidigare år (med placering) (ESC) |
| ---------------------------- | ----------------------------------------------- | --------------------------------- |
| Andreas Lundstedt            | 1996 (2:a)                                      | –                                 |
| Jim Jidhed                   | 1991 (3:a)                                      | –                                 |
| Nick Borgen                  | 1993 (2:a), 1994 (4:a), 1995 (6:a), 19961 (6:a) | –                                 |
| Pernilla Emme (Del av N-Mix) | 1993 (3:a)                                      | –                                 |

1 1996 deltog Nick Borgen i mansgruppen Peter (Lundblad), Lasse (Kronér), Nick (Borgen), Janne (Bark) & Lennart (Grahn).

## Datum och händelser
- I augusti 1996 publicerade Sveriges Television regelverket för festivalen 1997 och bekräftade därmed tävlingsupplägget för den kommande festivalen.[4][5][6]
- Senast den 15 november 1996 skulle bidragen vara inskickade.[4]
- Den 17 december 1996 presenterades de tolv bidrag som valts ut att tävla.
- Dagarna före festivalen fick Peter Rangmar, som skulle ha varit programledare, ställa in sin medverkan av sjukdomsskäl. Producent Jan Jingryd tog över rollen.
- Den 8 mars 1997 hölls finalen.

### Kritik
En mindre diskussion uppstod om huruvida Bert Karlsson hade låtit sig sponsras av Lap Power, då Helen Wellton, hustru till företagets grundare, sjöng i kören bakom Nick Borgen.

## Finalkvällen
Finalen av festivalen 1997 direktsändes i SVT2 den 8 mars 1997 kl. 20.00-22.00 från Eriksbergshallen i Göteborg. Programledare var Jan Jingryd och kapellmästare var Curt-Eric Holmquist. Kören bestod av Katarina Millton, Karin Wester-Bergmark, Peeter Wiik och Kjell Segebrandt.
Finalen avgjordes återigen av de elva regionala jurydistrikten, som vardera representerade en svensk stad. Varje jurygrupp innehöll sju personer, och okänt var gruppernas köns-, ålders- och yrkesindelning. Tidigare års format där hälften av bidragen gick vidare till en finalrunda slopades och således deltog samtliga bidrag i omröstningen. Däremot genomfördes denna för första gången i två omgångar.
Även poängsystemet var nytt för året och en modifierad variant av det som användes i Eurovision Song Contest. Alla jurygrupperna fick först dela först ut poäng till sex bidrag enligt skalan 1, 2, 4, 6, 8 och 10, och när detta var gjort ringdes de upp på nytt och fick dela ut 12 poäng var till sin favorit.
I fem låtar användes endast orkester. I de flesta låtarna användes både orkester och förinspelad musik, låt 2 och 11 framfördes huvudsakligen med ett förinspelat band och orkestreringen bestod bara av stråkar. I låt nummer 7, "Jag saknar dig, jag saknar dig" av Andreas Lundstedt, användes orkestern inte alls.

### Startlista
Nedan listas bidragen i startordningen.
| Nr | Artist            | Låt                            | Upphovsmän (Text & musik)                                       |
| -- | ----------------- | ------------------------------ | --------------------------------------------------------------- |
| 1  | Monia Sjöström    | Nu Idag                        | Lasse Sahlin (t), Peter Karlsson (m)                            |
| 2  | Photogenique      | Nattens änglar                 | Jonas Berggren (tm)                                             |
| 3  | Robert Randquist  | Hand i hand                    | Martin Klaman (tm), Björn Johansson (tm), Maurizio Sorrone (tm) |
| 4  | N-Mix             | Där en ängel hälsat på         | Pernilla Emme-Alexandersson (t), Per Andréasson (m)             |
| 5  | Jim Jidhed        | Charlie                        | John Ekedahl (t), Jim Jidhed (m)                                |
| 6  | Nick Borgen       | World Wide Web                 | Nick Borgen (tm)                                                |
| 7  | Andreas Lundstedt | Jag saknar dig, jag saknar dig | Alexander Bard (tm), Ola Håkansson (tm), Tim Norell (tm)        |
| 8  | Garmarna          | En gång ska han gråta          | Py Bäckman (t), Mats Wester (m)                                 |
| 9  | B.I.G.            | Jag ska aldrig lämna dig       | Peo Thyrén (tm), Richard Evenlind (tm), Stefan Almqvist (t)     |
| 10 | Wille Crafoord    | Missarna                       | Wille Crafoord (tm)                                             |
| 11 | Cajsalisa Ejemyr  | Du gör mig hel igen            | Robyn Carlsson (tm), Ulf Lindström (tm), Johan Ekhé (tm)        |
| 12 | Blond             | Bara hon älskar mig            | Stephan Berg (tm)                                               |

### Poäng och placeringar
| Nr | Låt                            | Luleå | Umeå | Sunds- vall | Falun | Stholm | Karl- stad | Örebro | Norr- köping | Växjö | Malmö | Gbg | Summa | Plac. |
| -- | ------------------------------ | ----- | ---- | ----------- | ----- | ------ | ---------- | ------ | ------------ | ----- | ----- | --- | ----- | ----- |
| 1  | Nu i dag                       | -     | -    | -           | 6     | 1      | -          | -      | 4            | -     | -     | -   | 11    | 11    |
| 2  | Nattens änglar                 | -     | -    | -           | -     | -      | -          | -      | -            | -     | -     | -   | 0     | 12    |
| 3  | Hand i hand                    | -     | 4    | 10          | 2     | 2      | 12         | 2      | 12           | 4     | 6     | 1   | 55    | 5     |
| 4  | Där en ängel hälsat på         | 8     | 12   | 1           | -     | -      | 10         | 1      | 8            | 12    | 4     | 12  | 68    | 2     |
| 5  | Charlie                        | -     | -    | -           | 1     | -      | -          | 10     | 1            | -     | -     | -   | 12    | 10    |
| 6  | World Wide Web                 | 1     | 1    | -           | -     | 6      | 1          | 6      | -            | 1     | 2     | 8   | 26    | 9     |
| 7  | Jag saknar dig, jag saknar dig | 4     | -    | -           | 4     | 4      | 2          | -      | -            | 2     | 10    | 6   | 32    | 7     |
| 8  | En gång ska han gråta          | -     | 6    | 8           | -     | -      | -          | -      | -            | -     | 12    | 2   | 28    | 8     |
| 9  | Jag ska aldrig lämna dig       | 2     | 2    | 4           | 8     | -      | 4          | 8      | 2            | 10    | -     | -   | 40    | 6     |
| 10 | Missarna                       | 12    | 10   | 6           | 10    | 12     | -          | -      | 6            | 8     | 1     | -   | 65    | 3     |
| 11 | Du gör mig hel igen            | 10    | -    | 2           | 12    | 8      | 8          | 4      | -            | -     | 8     | 4   | 56    | 4     |
| 12 | Bara hon älskar mig            | 6     | 8    | 12          | -     | 10     | 6          | 12     | 10           | 6     | -     | 10  | 80    | 1     |

- Tittarsiffror: 2 955 000 tittare.[7]

### Juryuppläsare
- Luleå: Anita Lovén
- Umeå: Anita Färingö
- Sundsvall: Maritta Selin
- Falun: Sofia Lindahl
- Stockholm: Ulla Rundquist
- Karlstad: Ulf Schenkmanis
- Örebro: Anneli Mensin
- Norrköping: Larz-Thure Ljungdahl
- Växjö: Micke Stener
- Malmö: Aina Rundqvist
- Göteborg: Gösta Hanson

## Eurovision Song Contest

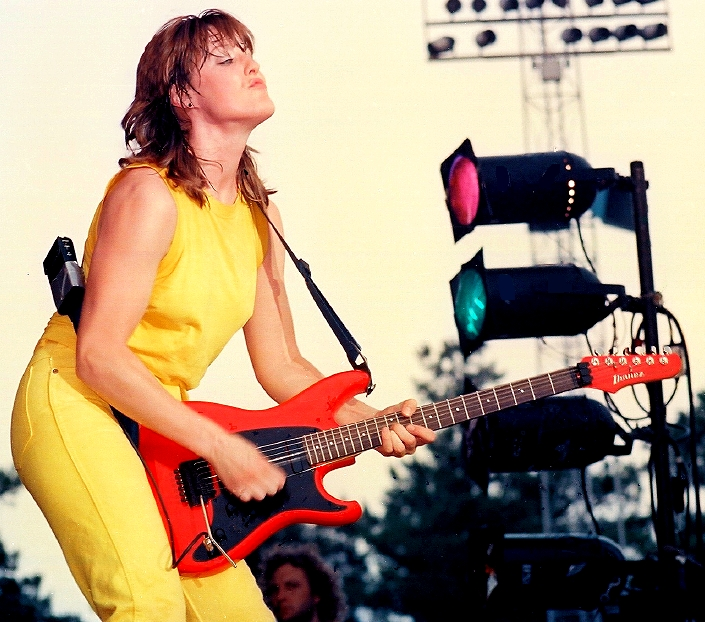
Katrina Leskanich, sångare i bandet Katrina and the Waves, som tävlade för Storbritannien det här året och som vann (med den dittills högsta totalpoängen.)

Irland hade vunnit i Norge året innan och fick därför göra det unika att stå värd för fjärde gången på sex år. Tävlingen förlades till huvudstaden Dublin den 3 maj 1997. Den förkvalificeringsomgång som rådde året innan togs bort och istället behölls de regler om att de länder som placerat sig sämst året innan fick avstå för de länder som fick avstå tävlan tidigare år. Tjugofem länder deltog, däribland en återkomst av Danmark, Italien, Ryssland, Tyskland och Ungern. Belgien, Finland och Slovakien avstod tävlan.
Flera stora förändringar gjordes det här året. För det första tilläts förinspelad musik på scenen (vilket bl.a. Sverige hade haft i sin egen uttagning), även om orkestern behölls på scenen i alla fall. Dessutom fick fem länder (Schweiz, Storbritannien, Sverige, Tyskland och Österrike) pröva på att ha telefonröstning, vilket aldrig hade förekommit tidigare år. Anledningen till att så få länder använde sig av detta var att de var de enda länderna som hade möjlighet att kunna ordna det. Till året därpå blev det mer eller mindre standard att ha telefonröstning istället för juryröstning.
Sverige tävlade som nummer sexton (av tjugofem länder) och slutade efter poängutdelningarna på fjortonde plats med 36 poäng. Storbritannien vann och fick därmed sin femte seger i tävlingen (med 227 poäng, den dittills högsta poängmängden någonsin). Värdlandet Irland blev tvåa med 157 poäng och Turkiet slutade trea med 121 poäng. Allra sämst gick det för Norge och Portugal som bägge slutade poänglösa. Det blev därmed elfte och tolfte gången som länder slutat poänglösa sedan det nuvarande poängsystemet infördes 1975.
Det kan slutligen tilläggas att det här året var det senaste året som Irland stått värdland och det är också det senaste året som Storbritannien har vunnit tävlingen. I och med det här året hade Irland vunnit och stått värd för tävlingen hela sju gånger, ett rekord som inget annat land kunnat eller lyckats slå. Det här året blev också det dittills sista året som Italien var med i ESC. Efter detta gjorde landet ett uppehåll på nästan fjorton år och återkom inte igen förrän år 2011.

### Fotnoter
1. ↑  Melodifestivalen 1997, 8 mars 1997, eftertexter.[källa från Wikidata]
2. ↑  ”Melodifestivalen 1997”. Sveriges Television. Arkiverad från originalet den 18 april 2013. https://archive.is/20130418102819/http://www.svt.se/melodifestivalen/ommelodifestivalen/melodifestivalen-1997. Läst 25 oktober 2012.
3. ↑  Bolander, Mattias (22 september 2010). ”Bidragsrekord för Melodifestivalen 2011”. Poplight. Arkiverad från originalet den 11 januari 2014. https://web.archive.org/web/20140111171023/http://poplight.zitiz.se/artikel/bidragsrekord-foer-melodifestivalen-2011. Läst 18 april 2012.
4. 1 2 3  ”Regler för Melodifestivalen 1997”. Sveriges Television. 1 augusti 1996. Arkiverad från originalet den 18 oktober 1996. https://web.archive.org/web/19961018175648/http://www.svt.se/melodi/regler1.htm. Läst 25 oktober 2012.
5. 1 2  ”Regler för Melodifestivalen 1997”. Sveriges Television. 1 augusti 1996. Arkiverad från originalet den 18 oktober 1996. https://web.archive.org/web/19961018175735/http://www.svt.se/melodi/regler2.htm. Läst 25 oktober 2012.
6. 1 2  ”Regler för Melodifestivalen 1997”. Sveriges Television. 1 augusti 1996. Arkiverad från originalet den 18 oktober 1996. https://web.archive.org/web/19961018175753/http://www.svt.se/melodi/regler3.htm. Läst 25 oktober 2012.
7. ↑  ”MMS Månadsrapport” ( PDF). Mediamätning i Skandinavien. sid. 5. Arkiverad från originalet den 19 februari 2017. https://web.archive.org/web/20170219104321/http://mms.se/wp-content/uploads/_dokument/rapporter/tv-tittande/manad/2002/M%C3%A5nadsrapport_2002-05.pdf. Läst 18 februari 2017.